# Plešatý–vlasatý
Plešatý–vlasatý (rusky лысый – волосатый) je populární ruská politická pověra, vycházející z kuriózní skutečnosti, že už po dvě století se na pozici nejmocnějšího muže v zemi pravidelně střídají osoby s holou hlavou a s bujným vlasovým porostem.
Tuto teorii rozpracoval jako matematický algoritmus ukrajinský spisovatel sci-fi Volodymyr Savčenko.

## Přehled
| Plešatí vládci                          | Portrét                     | Vlasatí vládci                            | Portrét                       |
| Carové                                  | Carové                      | Carové                                    | Carové                        |
| --------------------------------------- | --------------------------- | ----------------------------------------- | ----------------------------- |
| Mikuláš I. Pavlovič (1825–1855)         | Mikuláš I. Pavlovič         | Alexandr II. Nikolajevič (1855–1881)      | Alexandr II. Nikolajevič      |
| Alexandr III. Alexandrovič (1881–1894)  | Alexandr III. Alexandrovič  | Mikuláš II. Alexandrovič (1894–1917)      | Mikuláš II. Alexandrovič      |
| Předsedové Prozatímní vlády             |                             |                                           |                               |
| Georgij Jevgenjevič Lvov (1917)         | Georgij Jevgenjevič Lvov    | Alexandr Fjodorovič Kerenskij (1917)      | Alexandr Fjodorovič Kerenskij |
| Generální tajemníci KSSS                |                             |                                           |                               |
| Vladimir Iljič Lenin (1917–1924)        | Vladimir Iljič Lenin        | Josif Vissarionovič Stalin (1924–1953)    | Josif Vissarionovič Stalin    |
| Nikita Sergejevič Chruščov (1953–1964)  | Nikita Sergejevič Chruščov  | Leonid Iljič Brežněv (1964–1982)          | Leonid Iljič Brežněv          |
| Jurij Vladimirovič Andropov (1982–1984) |                             | Konstantin Ustinovič Černěnko (1984–1985) | Konstantin Ustinovič Černěnko |
| Michail Sergejevič Gorbačov (1985–1991) | Michail Sergejevič Gorbačov |                                           |                               |
| Prezidenti Ruské federace               |                             |                                           |                               |
|                                         |                             | Boris Jelcin (1991–1999)                  |                               |
| Vladimir Putin (2000–2008)              |                             | Dmitrij Medveděv (2008–2012)              | Dmitrij Medveděv              |
| Vladimir Putin (od 2012)                | Vladimir Putin              |                                           |                               |

## Doplnění
Do seznamu se nepočítají krátké a z hlediska legitimity sporné vládnutí velkoknížete Michaila Alexandroviče (měl přehazovačku) – jediný den v roce 1917 mezi abdikací Mikuláše II. a zrušením monarchie – a viceprezidenta Gennadije Janajeva (vlasatý) tři dny v srpnu 1991 během srpnového puče. Po Stalinovi nenastoupil přímo Nikita Sergejevič Chruščov, ale existoval neformální triumvirát, který kromě něj tvořil ministr vnitra Lavrentij Pavlovič Berija (plešatý), popravený v prosinci 1953, a předseda vlády Georgij Maximilianovič Malenkov (vlasatý), sesazený v únoru 1955. Někdy bývá tedy posloupnost doplněna o tyto dvě postavy.
V průběhu devadesátých let 20. století se objevily pokusy využít tohoto zákona k předpovědi, kdo se stane Jelcinovým nástupcem – největší šance se dávaly premiéru Viktoru Černomyrdinovi nebo předákovi komunistů Gennadiji Zjuganovovi.
V ruských dějinách lze vysledovat ještě jednu zajímavou sérii, kdy se v letech 1689–1801 na trůně pravidelně střídali muž a žena: Petr Veliký – Kateřina I. – Petr II. – Anna Ivanovna – Ivan VI. Antonovič – Alžběta I. – Petr III. – Kateřina Veliká – Pavel I., za jehož vlády byl vydán zákon, že žena se může ujmout vlády pouze tehdy, když není žádný mužský následník.
Ve Spojených státech je podobná pověra, podle níž vyhraje prezidentské volby vyšší z obou finalistů (bez ohledu na kandidáty malých stran a poražené v primárkách). Tato pravděpodobnost rostla v průběhu 20. století, což bylo dáváno do souvislosti s vlivem médií, v nichž vysoký člověk vypadá lépe. Existují však výjimky, například George W. Bush byl menší než oba jeho protikandidáti, Al Gore i John Kerry.
Ve Spojeného království je ještě jednu zajímavou sérii, kdy se v letech 1922–1957 titul premiéra střídali muž kníratý a muž tváří oholený: Andrew Bonar Law – Stanley Baldwin – Ramsay MacDonald – Stanley Baldwin – Ramsay MacDonald – Stanley Baldwin – Neville Chamberlain – Winston Churchill – Clement Attlee – Winston Churchill – Anthony Eden.